# Dhirubhai Ambani
Dhirubhai Ambani   (Junagarh, 28 de desembre de 1932 - Bombai, 6 de juliol de 2002) va ser un empresari indi. Va ser el fundador de Reliance Industries el 1958, un conglomerat gegant d'empreses de petroquímica, comunicacions, energia i tèxtil que va ser el major exportador de l'Índia i la primera empresa índia de propietat privada a Fortune 500. Va fer pública l'empresa el 1977. Ambani va fer conèixer el mercat de valors a l'inversor mitjà a l'Índia, i milers de persones van assistir a les reunions generals anuals de Reliance, que de vegades se celebraven en un estadi esportiu i eren televisades. El 2016, va ser homenatjat pòstumament amb el premi Padma Vibhushan, el segon honor civil que es pot rebre a l'Índia, per les seves contribucions al comerç i la indústria. Ambani va rebre nombroses acusacions de manipulació del mercat, evasió fiscal i amiguisme.

## Biografia
Dhirubhai Ambani va ser un dels fills de Hirachand Gordhanbhai Ambani, un mestre d'escola del pueblo pertanyent a la comunitat Modh vaniya (Baniya) i Jamnaben Ambani i va néixer a Chorwad, al districte de Junagadh, Gujarat va estudiar a l'escola de Bahadur Khanji. Va deixar Aden el 1958 per provar el seu propi negoci a l'Índia en el mercat tèxtil.

### Fundació d'empreses
Ambani va tornar a l'Índia i va començar "Majin" en associació amb Champaklal Damani, el seu cosí segon, que va viure amb ell al Iemen. Majin havia d'importar fil de polièster i exportar espècies al Iemen.
La primera oficina de la Reliance Commercial Corporation es va establir al carrer Narsinatha de Masjid Bunder. Era una sala amb un telèfon, una taula i tres cadires.350 sq ft (33 m2) Inicialment, tenien dos ajudants per ajudar-los en el seu negoci.
A la petita oficina, va començar a fer un equip que es quedaria amb Reliance durant anys, que incloïa Rasikbhai Meswani (el seu nebot), Ramnikbhai, Nathubhai (el seu germà petit), i dos ex companys d'escola anomenats Rathibhai Mucchala i Narottambhai Joshi.
Normalment treballaven pels carrers de Pydhonie.
Durant aquest període, Ambani i la seva família es van quedar en un apartament de dos dormitoris al Jai Hind Estate de Bhuleshwar, Mumbai. El 1965, Champaklal Damani i Dhirubhai Ambani van acabar la seva associació i Ambani va començar pel seu compte. Es creu que tots dos tenien temperaments diferents i diferents adquisicions sobre com fer negocis. Mentre que Damani era un comerciant prudent, Ambani era un conegut agent de risc i creia en els inventaris de construcció per augmentar el benefici. El 1966 va formar Reliance Commercial Corporation que més tard es va convertir en Reliance Industries el 8 de maig de 1973.
Va llançar la marca Vimal durant aquest temps que venia materials de polièster per a saris, xals i vestits.

## Control de la borsa de valors
La comercialització extensiva de la marca a l'interior de l'Índia la va fer un nom familiar. Es van començar a comercialitzar botigues franquícies i van vendre la marca «Only Vimal». L'any 1975, un equip tècnic del Banc Mundial va visitar la unitat de fabricació "Tèxtils de confiança".
El 1988, Reliance Industries es va trobar amb una qüestió de drets relativa a obligacions parcialment convertibles. Es rumorejava que l'empresa estava fent tots els esforços per assegurar-se que els seus preus de les existències no lliscaven un polzada. Buscant una oportunitat, The Bear Cartel, un grup de corredors de borsa de Calcuta, va començar a vendre les accions de Reliance. Per contrarestar això, un grup de corredors de borsa fins fa poc anomenats "Amics de Reliance" va començar a comprar les accions de vendes curtes de Reliance Industries a la Borsa de Bombai.
El Bear Cartel estava actuant amb la creença que els Bulls estarien curts d'efectiu per completar les transaccions i estarien preparats per a la liquidació sota el sistema de negociació "Badla" operatiu a la Borsa de Valors de Bombai. Els bulls van continuar comprant i es va mantenir un preu de 152 ₹ per acció fins al dia de la liquidació. El dia de la liquidació, el Bear Cartel es va sorprendre quan els Bulls van exigir un lliurament físic d'accions. Per completar la transacció, Dhirubhai Ambani va proporcionar molts diners als corredors de borsa que havien comprat accions de Reliance. En cas de no liquidació, els Bulls van exigir un Unbadla, o una penalització, de 35 ₹ per acció. Amb això, la demanda va augmentar i les accions de Reliance van superar els 180₹ en minuts. L'assentament va provocar un gran enrenou al mercat.Per trobar una solució a aquesta situació, la Borsa de Bombai va tancar durant tres dies. Les autoritats de la Borsa de Bombai (BSE) van intervenir en l'assumpte i van reduir la taxa "Unbadla" a 2 amb una estipulació que el Cartel havia de lliurar les accions en els propers dies. El Bear Cartel va comprar accions de Reliance al mercat a nivells de preus més alts i també es va saber que el mateix Dhirubhai Ambani va subministrar aquestes accions al Bear Cartel i va obtenir un bon benefici de l'aventura del Bear Cartel.
Després d'aquest incident, els seus detractors i la premsa van plantejar moltes preguntes. Molta gent no va ser capaç d'entendre com un comerciant de fil fins feia uns anys era capaç d'aconseguir una quantitat tan gran de flux d'efectiu durant un període de crisi. La resposta a això la va donar l'aleshores ministre de Finances, Pranab Mukherjee al Parlament. Va informar la casa que un indi no resident havia invertit fins a 220 milions de ₹ a Reliance durant el període 1982–83. Aquestes inversions es van encaminar a través de moltes empreses com Crocodile, Lota i Fiasco. Aquestes empreses es van registrar principalment a l'illa de Man. Tots els promotors o propietaris d'aquestes empreses tenien un cognom comú Shah. Una investigació del Reserve Bank of India sobre l'incident no va trobar cap acte o transacció poc ètic o il·legal comesos per Reliance o els seus promotors.

## Mort
Ambani va ser admès a l'Hospital Breach Candy a Mumbai el 24 de juny de 2002 després de patir un accident vascular cerebral important. Va ser el seu segon cop, el primer va tenir lloc el febrer de 1986 i va paralitzar la mà dreta. Va estar en coma durant més d'una setmana i es va consultar a diversos metges. Va morir el 6 de juliol de 2002.
| «                                                  | El país ha perdut la prova icònica del que un indi ordinari pot aconseguir impulsat per l'esperit de l'empresa i per la determinació. | » |
| — Atal Bihari Vajpayee, Primer ministre de l'Índia | |   |

| «                                                | Aquesta nova estrella, que va créixer en l'horitzó de la indústria índia fa tres dècades, va romandre a la part superior fins al final en virtut de la seva habilitat per somiar gran i traduir-ho en realitat a través de la força de la seva tenacitat i perseverança. M'uneixo al poble de Maharashtra en el meu tribut a la memòria d'Ambani i transmeto el meu més sincer condol a la família. | » |
| — P C Alexander, antic Governador de Maharashtra | |   |

## Les empreses després de la seva mort
Després del seu primer atac de feridura el 1986, Ambani va lliurar el control de Reliance als seus fills, Mukesh i Anil. El novembre de 2004, Mukesh en una entrevista va admetre tenir diferències amb Anil sobre qüestions de propietat. També va dir que les diferències "són de domini privat". Després de la mort de Dhirubhai Ambani, el grup es va dividir en Indústries Reliance Limited encapçalades per Mukesh, i el Grup Reliance Anil Dhirubhai Ambani dirigit per Anil. Així que finalment Mukesh Ambani va ser elegit com a CEO i Anil Ambani va ser elegit com a president.
A partir de 2017, la companyia té més de 250.000 empleats. El 2012, Reliance Industries va ser una de les dues companyies índies que es va classificar entre els 100 millors de la llista Fortune 500 de les companyies més grans del món per ingressos.

## Als mitjans populars
El 1988 una biografia no autoritzada de Dhirubhai Ambani, de Hamish McDonald amb el títol The Polyester Prince (El príncep de polièster), va esbossar totes les seves conquestes polítiques i empresarials. El llibre no es va publicar a l'Índia perquè els Ambanis van amenaçar amb accions legals; una versió actualitzada es va posar a la venda amb el títol Ambani and Sons (Ambani i fills) el 2010, i fins ara no hi ha hagut cap acció contra l'editor.
El 12 de gener de 2007 es va estrenar una pel·lícula hindi que es diu que està totalment inspirada en la vida de Dhirubhai Ambani. Guru, dirigida pel cineasta Mani Ratnam, cinematografia de Rajiv Menon i música d'A.R. Rahman mostra la lluita d'un home que lluita per fer la seva marca en el món empresarial indi amb un grup fictici d'Indústries Shakti.

## Premis
- 15 de juny de 1998 - Medalla de The Wharton School, Universitat de Pennsilvània, per donar un exemple excepcional de lideratge. Dhirubhai Ambani va ser el primer indi a rebre aquesta medalla.[35]
- Gener de 2016: atorgat pòstumament el Padma Vibhushan, el segon premi civil més important del país.[36][8]